# مطيافية الانبعاث الذري للبلازما المقترنة بالحث

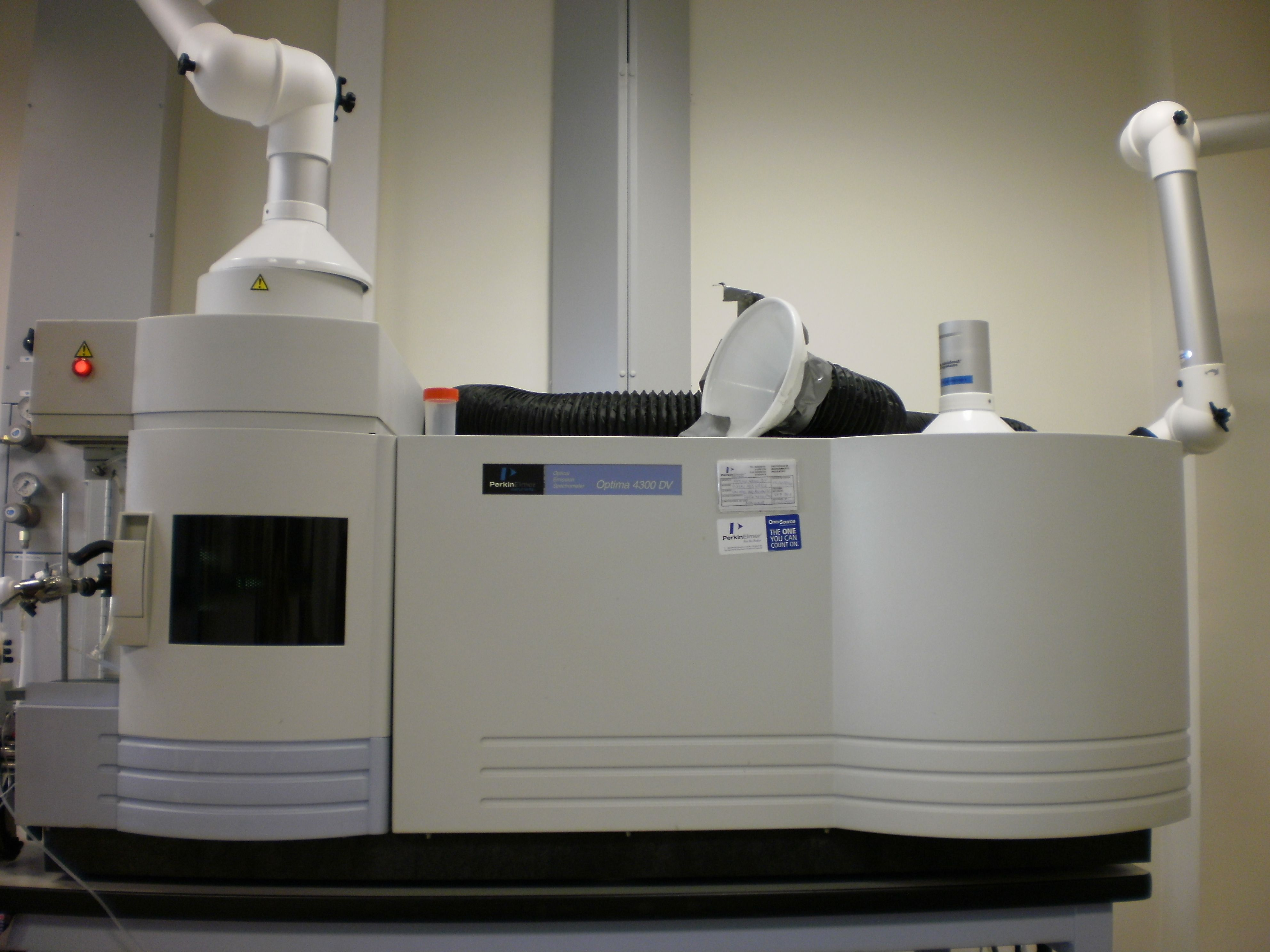
مطيافية الانبعاث الذري للبلازما المقترنة بالحث بواسطة بيركن إلمر.

مطيافية الانبعاث الذري للبلازما المقترنة بالحث (ICP-AES) والتي يشار إليها أيضًا باسم مطياف الانبعاث البصري للبلازما المقترنة بالحث (ICP-OES)، هي تقنية تحليلية تستخدم للكشف عن العناصر الكيميائية.

## نبذة

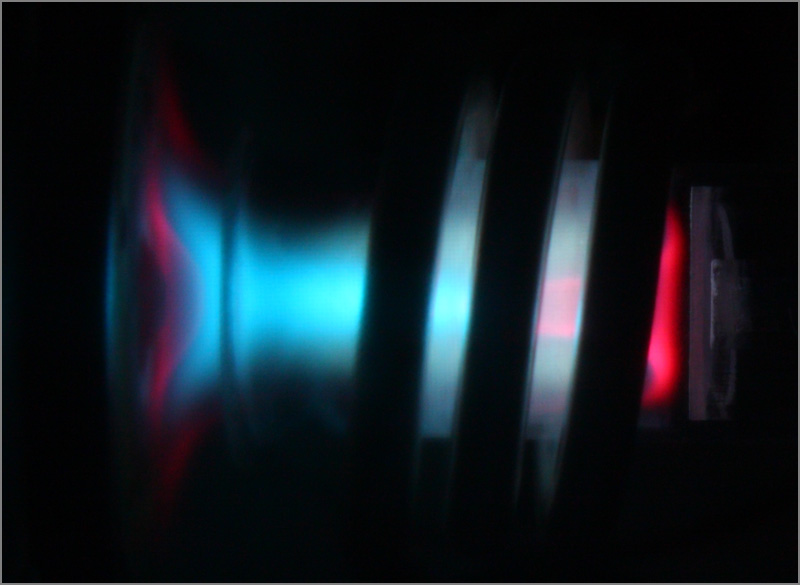
شعلة البلازما

هو نوع من التحليل الطيفي للانبعاثات الذي يستخدم البلازما المقترنة بالحث لإنتاج ذرات وأيونات مثارة تنبعث منها إشعاعات كهرومغناطيسية بأطوال موجية مميزة لعنصر معين. تعد البلازما مصدرًا عالي الحرارة لغاز المصدر المتأين (غالبًا الأرجون). يتم الحفاظ على البلازما وصيانتها عن طريق الاقتران الاستقرائي من الملفات الكهربائية المبردة بترددات ميغاهرتز. تتراوح درجة حرارة المصدر من 6000 إلى 10000 كلفن. تتناسب شدة الانبعاثات من الأطوال الموجية المختلفة للضوء مع تركيزات العناصر داخل العينة.

## التاريخ
كانت أول محاولة منشورة لاستخدام انبعاثات البلازما كمصدر للتحليل الطيفي في عام 1956 من قبل يوجين بادارو. في عام 1964 كان ستانلي غرينفيلد الذي كان يعمل في أولبرايت وويلسون أول من استخدم برنامج المقارنات الدولية للتحليل غير التجريبي. أنتجت شركة كونترون أول آلة تجارية في عام 1975.

## روابط خارجية
- Inductively Coupled Plasma/Optical Emission Spectrometry in Encyclopedia of Analytical Chemistry
- Inductively-Coupled Plasma (ICP) Excitation Source [User name and password required]